# Vlajka Astrachaňské oblasti

Vlajka Astrachaňské oblasti
Poměr stran: 2:3

Vlajka Astrachaňské oblasti, jedné z oblastí Ruské federace, je tvořena modrým listem o poměru stran 2:3 s uprostřed umístěnou zlatou korunou, tvořenou čelenkou se třemi, viditelnými listy a zlatou mitrou, zakončenou zlatou koulí s křížem a zpevněnou pěti, viditelnými oblouky, zdobených perlami, se zeleným vyložením. Pod korunou je stříbrný, orientální meč (šavle) se zlatou rukojetí a ostřím k dolnímu okraji a k žerdi. Dle popisu odpovídá šířka koruny a šavle ¼ délky listu, což však neodpovídá všem vyobrazením vlajky.
Symbolika vlajky není stanovena zákonem, ale modrá barva symbolizuje (dle oblastní administrativy) polohu oblasti na řece Volze, šavle symbolizuje směr, odkud přišli nepřátelé Ruska a s carskou korunou představuje jednotu oblasti s Ruskem a obranu koruny.

## Historie
Astrachaňská oblast vznikla 27. prosince 1943. V sovětské éře oblast neužívala žádné symboly. Práce na oblastní vlajce započaly v dubnu 1997 (tedy ve stejném roce, kdy byla schválena vlajka hlavního města oblasti, Astrachaně. 
13. prosince 2001 oblastní duma přijala usnesením č. 469 zákon 62/2001-OZ „O vlajce a znaku Astrachaňské oblasti”. Gubernátor Anatolij Petrovič Gužvin zákon podepsal 19. prosince 2001 s účinností po uveřejnění v novinách Astrachanskije izvěstija dne 26. prosince 2001.

## Vlajky okruhů a rajónů Astrachaňské oblasti

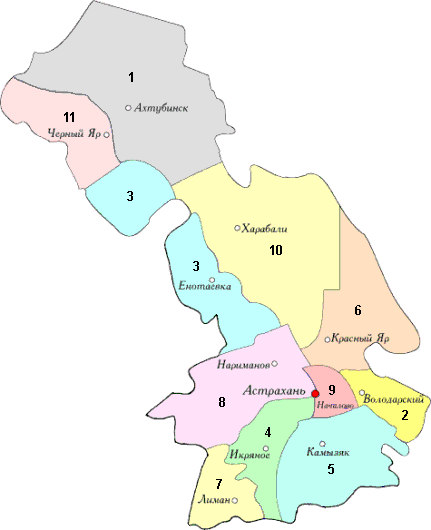
Administrativní členění Astrachaňské oblasti

Astrachaňská oblast se od 1. ledna 2019 člení na hlavní město Astrachaň, uzavřené město  (ZATO) Znamensk a 11 rajónů.
Městské okruhy

Astrachaň Poměr stran: 2:3
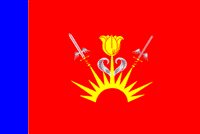
Znamensk (ZATO) Poměr stran: 2:3

Rajóny

Achtubinský rajón (1) Poměr stran: 2:3
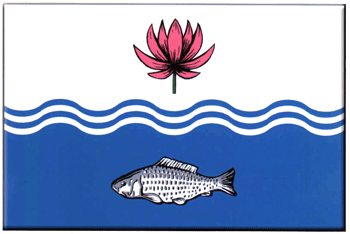
Volodarský rajón (2) Poměr stran: 2:3
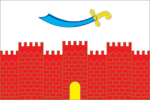
Enotaevský rajón (3) Poměr stran: 2:3
Ikrjaninskijj rajón (4) Poměr stran: 2:3
Kamyzjakský rajón (5) Poměr stran: 2:3
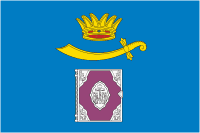
Krasnojarský rajón (6) Poměr stran: 2:3
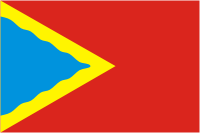
Limanský rajón (7) Poměr stran: 2:3
Narimano ský rajón (8) Poměr stran: 2:3
Privolžský rajón (9) Poměr stran: 2:3
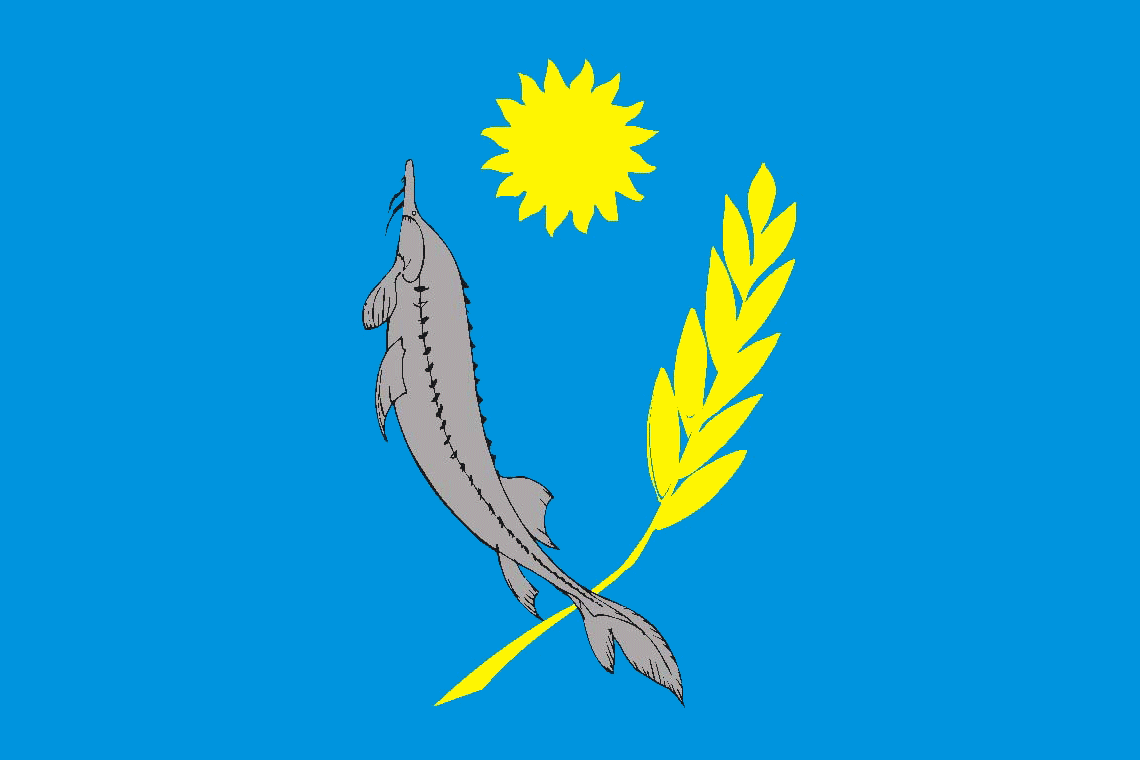
Charabalinský rajón (10) Poměr stran: 2:3
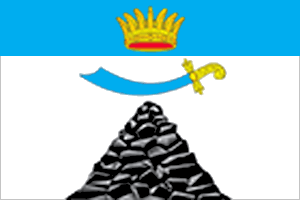
Černojarský rajón (11) Poměr stran: 2:3